# Морен, Жан-Батист
Жан-Батист Морен де Вильфранш (фр. Jean-Baptiste Morin, 23 февраля 1583, Вильфранш-сюр-Сон, Рона — Альпы — 6 ноября 1656) — французский физик, математик, астролог

 и астроном, профессор астрономии в Парижском Коллеж де Франс. Доктор медицины.

## Биография
С 16 лет изучал философию в Экс-ан-Провансе, позже, медицину в Авиньоне (с 1611). В 1613 году получил степень доктора медицины. Астрологии Морен начал обучаться в 1620-х гг. у шотландца Уильяма Дэвисона и вскоре стал известным астрологом.
С 1613 по 1621 год в качестве астролога на службе у епископа Булонского, прошёл стажировку в Германии и Венгрии.
Позже служил герцогу Люксембургскому, герцогу д’Эффиату, был личным астрологом кардиналов Ришельё и Мазарини.. Как астролог он консультировал многих выдающихся людей своей эпохи (в том числе Декарта, и после встречи с философом в 1638 году также яростно критиковал его идеи, чем изолировал себя до конца жизни от своих коллег-учёных), был высоко ценим при французском дворе. Из Франции выезжал всего два раза — в Англию, сопровождая Генриетту Марию, дочь короля Генриха IV, будущую супругу английского короля Карла I, и в Рим, где был тепло принят папой Урбаном VIII, который сам серьёзно занимался астрологией.
Отличаясь сварливым и хвастливым характером, имел склонность раздражать даже своих союзников. Так, кардинал Ришельё уважая учёность Морена, недолюбливал его лично. Философ и математик Пьер Гассенди неоднократно атаковал приверженцев астрологии, а Морен де Вильфранш отвечал ему встречной критикой.
С 1630 до своей смерти в 1656 году был профессором математики в Парижском Коллеж де Франс. До самой смерти Морен де Вильфранш оставался на содержании двора и первого министра.

## Научная деятельность
Астрологию совмещал с научной работой в области оптики. Вместе с Пьером Гассенди занимался астрономическими наблюдениями, в попытке доказать непригодность аристотелевой физики и астрономии.
Будучи астрономом и убеждённым сторонником геоцентрической системы мира, был противником мировоззрения Коперника, вёл страстные споры со многими его современниками и написал ряд памфлетов: «Famosi et antiqui problematis de telluris motu» (1631); «Alae Telluris fractae» (1643). Публично атаковал Галилео Галилея и его идеи. Продолжал критиковать его даже после процесса над Галилеем.
Морен де Вильфранш — создатель оригинальной системы домов гороскопа. Он был убеждённым защитником системы Региомонтана и в трактате об астрологических домах объяснил, почему предпочитает рассуждения Региомонтана заключениям других астрологов, которые используют систему домов Порфирия, систему равных домов, систему Кампано или систему аль-Кабиси. Однако Морена беспокоил тот факт, что большинство существующих систем домов, и в том числе, используемая им система Региомонтана, не работают в полярных областях, поэтому он преобразовал расчёты Региомонтана в то, что было названо Рациональной и Универсальной Системой Домификации.
Морен де Вильфранш — автор работ по астрологии, не утративших своё значение и по сей день, таких, как «Astrologicorum domorum cabala detecta» (Париж, 1623), «Remarques Astrologiques sur le Commentaire du Centiloque de Ptolomee» (опубл. в Париже в 1657) и «Astrologia Gallica» (опубл. посмертно в Гааге в 1661). Последняя из них, «Галльская астрология», является монументальным 26-томным обобщением астрологических наблюдений и разработок Морена де Вильфранша. Учёный работал над ним в течение последних 30-ти лет своей жизни. Этот труд был посвящён польской королеве Марии Луизе де Гонзаго (лейб-медиком которой был его учитель Дэвисон). Королева приняла посвящение и издала сочинение на свои средства. В 21-м томе «Галльской астрологии», теоретически наиболее важном, Морен де Вильфранш подробно осветил взаимоотношения планет и домов, особенно при наличии в доме нескольких планет, а также связь дома, в котором планета доминирует, с домом, где она находится. В этом труде Морен де Вильфранш дал место теологическим рассуждениям. Однако это не спасло его от осуждения: критическое отношение Морена де Вильфранша к некоторым сторонам церковного управления привело к тому, что большинство его трудов было изъято из обращения. «Галльская астрология» не оказала в те времена значимого влияния и не получила популярности — во-первых, потому, что астрология во Франции клонилась к упадку, а во-вторых, потому, что данная работа была написана на латыни. Лишь после 1897 года, когда Анри Сельва опубликовал перевод 21-го тома «Галльской астрологии» и теорий Морена де Вильфранша на французский язык, его идеи привлекли внимание астрологов Франции, а позднее — Германии.
В важнейшем труде своем «Longitudinum terrestrium ac coelestium scientia» (1634) Морен одним из первых указал на применение зрительных труб к измерениям; предложил измерение лунных расстояний звёзд как средство определения разности долгот. В вышедшей в 1636 году шестой части этой книги Морен впервые в мире описал наблюдение отличной от Солнца звезды (Арктура) в телескоп при свете дня, имевшее место в марте 1635 года. Кардинал Ришельё создал комитет для оценки предложений Морена, но не хотел присуждать ему приз Французской академии, потому что его метод не был осуществим с помощью средств наблюдения за временем. Но в 1645 году Морен получил премию от Мазарини за работу над долгосрочной проблемой, которая имела огромное практическое значение для навигации по океанам.